# Lupa Roma Football Club 2016-2017

## Divise e sponsor
Il fornitore tecnico per la stagione 2016-2017 è Legea.
| Casa | Trasferta |

## Rosa
| N. |                     | Ruolo | Calciatore                |
| -- | ------------------- | ----- | ------------------------- |
| 1  | Lituania (bandiera) | P     | Tomas Švedkauskas         |
| 2  | Italia (bandiera)   | D     | Mattia Rosato             |
| 3  | Italia (bandiera)   | D     | Alessandro Celli          |
| 4  | Italia (bandiera)   | D     | Marco Sfanò               |
| 5  | Italia (bandiera)   | C     | Giovanni La Camera        |
| 6  | Italia (bandiera)   | C     | Sergio Garufi             |
| 7  | Italia (bandiera)   | A     | Marcello Mancosu          |
| 7  | Italia (bandiera)   | A     | Marco Valotti             |
| 8  | Italia (bandiera)   | C     | Daniele Proia             |
| 9  | Francia (bandiera)  | A     | Mohamed Fofana (capitano) |
| 10 | Italia (bandiera)   | A     | Antonio Rozzi             |
| 11 | Italia (bandiera)   | C     | Salvatore Aloi            |
| 12 | Italia (bandiera)   | P     | Matteo Brunelli           |
| 13 | Italia (bandiera)   | D     | Lorenzo Sarrocco          |
| 14 | Italia (bandiera)   | C     | Luca Baldassin            |
| 15 | Spagna (bandiera)   | D     | Ruben Palomeque           |
| 16 | Italia (bandiera)   | A     | Alan Mastropietro         |

| N. |                    | Ruolo | Calciatore              |
| -- | ------------------ | ----- | ----------------------- |
| 17 | Italia (bandiera)  | C     | Andrea Scicchitano      |
| 18 | Italia (bandiera)  | A     | Enrico Ventola          |
| 19 | Italia (bandiera)  | D     | Claudio Cafiero         |
| 20 | Italia (bandiera)  | C     | Gianluca Iorio          |
| 20 | Italia (bandiera)  | D     | Nicolò Antonelli        |
| 21 | Italia (bandiera)  | C     | Alessandro Corvesi      |
| 22 | Spagna (bandiera)  | P     | Nicolás Bremec          |
| 23 | Italia (bandiera)  | A     | Riccardo Montesi        |
| 24 | Somalia (bandiera) | D     | Abel Gigli              |
| 26 | Brasile (bandiera) | C     | Victor da Silva         |
| 28 | Italia (bandiera)  | C     | Francesco Mazzarani     |
| 30 | Italia (bandiera)  | A     | Tommaso Ceccarelli      |
| 30 | Italia (bandiera)  | C     | Matteo Cavagna          |
| 32 | Italia (bandiera)  | C     | Pasquale Iadaresta      |
| 34 | Italia (bandiera)  | A     | Sebastiano Svidercoschi |
| 40 | Italia (bandiera)  | C     | Stefano D'Agostino      |

## Calciomercato

### Sessione estiva(dal 01/07 al 31/08)
| Acquisti | Acquisti           | Acquisti             | Acquisti      |
| R.       | Nome               | da                   | Modalità      |
| -------- | ------------------ | -------------------- | ------------- |
| P        | Matteo Brunelli    | Chievo               | prestito      |
| P        | Tomas Švedkauskas  | Roma                 | prestito      |
| D        | Claudio Cafiero    | Torres               | svincolato    |
| D        | Ruben Palomeque    | Bologna              | prestito      |
| D        | Mattia Rosato      |                      | svincolato    |
| C        | Salvatore Aloi     | Trapani              | prestito      |
| C        | Luca Baldassin     | Chievo               | prestito      |
| C        | Alessandro Corvesi |                      | svincolato    |
| C        | Fabio Ferrari      | Lupa Castelli Romani | fine prestito |
| C        | Felice Gaetano     | Napoli               | prestito      |
| C        | Sergio Garufi      | Catanzaro            | definitivo    |
| C        | Gianluca Iorio     | Pescara              | prestito      |
| C        | Giovanni La Camera |                      | svincolato    |
| C        | Daniele Proia      |                      | svincolato    |
| C        | Andrea Scicchitano |                      | svincolato    |
| A        | Mohamed Fofana     |                      | svincolato    |
| A        | Marcello Mancosu   |                      | svincolato    |
| A        | Alan Mastropietro  |                      | svincolato    |
| A        | Antonio Rozzi      | Lazio                | prestito      |
| A        | Enrico Ventola     | Avellino             | prestito      |

| Cessioni | Cessioni                | Cessioni      | Cessioni      |
| R.       | Nome                    | a             | Modalità      |
| -------- | ----------------------- | ------------- | ------------- |
| P        | Riccardo Anedda         |               | svincolato    |
| P        | Nicholas Di Mario       |               | svincolato    |
| D        | Manuel Daffara          | Ancona        | svincolato    |
| D        | Alessandro Fabbro       |               | svincolato    |
| D        | Marco Losi              |               | svincolato    |
| D        | Danilo Pasqualoni       | Catanzaro     | svincolato    |
| D        | Danilo Silvagni         |               | svincolato    |
| C        | Simone Bezziccheri      |               | svincolato    |
| C        | Andrea Cristiano        |               | svincolato    |
| C        | Gaetano D'Agostino      |               | svincolato    |
| C        | Fabio Ferrari           | Anzio         | svincolato    |
| C        | Felice Gaetano          | Napoli        | fine prestito |
| C        | Nicola Malaccari        | Maceratese    | definitivo    |
| C        | Flavio Santarelli       |               | svincolato    |
| C        | Emanuele Sembroni       |               | svincolato    |
| C        | Alessandro Volpe        |               | svincolato    |
| C        | Giacomo Zappacosta      |               | svincolato    |
| A        | Yassine Belkaid         |               | svincolato    |
| A        | Alessandro Di Mario     | Civitavecchia | svincolato    |
| A        | Luciano Gabriel Leccese | Paternò       | svincolato    |
| A        | Giampietro Perrulli     | Cremonese     | definitivo    |
| A        | Manuel Ricci            |               | svincolato    |
| A        | Stefano Tajarol         | Trastevere    | svincolato    |
| A        | Alessandro Tulli        | Flaminia C.C. | svincolato    |

### Operazioni tra le due sessioni
| Acquisti | Acquisti            | Acquisti | Acquisti   |
| R.       | Nome                | da       | Modalità   |
| -------- | ------------------- | -------- | ---------- |
| D        | Abel Gigli          |          | svincolato |
| C        | Francesco Mazzarani |          | svincolato |
| A        | Riccardo Montesi    |          | svincolato |

| Cessioni | Cessioni | Cessioni | Cessioni |
| R.       | Nome     | a        | Modalità |
| -------- | -------- | -------- | -------- |

### Sessione invernale(dal 03/01 al 31/01)
| Acquisti | Acquisti           | Acquisti  | Acquisti   |
| R.       | Nome               | da        | Modalità   |
| -------- | ------------------ | --------- | ---------- |
| P        | Nicolás Bremec     |           | svincolato |
| D        | Nicolò Antonelli   | Pistoiese | definitivo |
| C        | Matteo Cavagna     | Prato     | prestito   |
| A        | Stefano D'Agostino | Fondi     | definitivo |
| A        | Victor da Silva    | Perugia   | prestito   |
| A        | Pasquale Iadaresta | Fondi     | definitivo |
| A        | Marco Valotti      | Brescia   | prestito   |

| Cessioni | Cessioni           | Cessioni  | Cessioni      |
| R.       | Nome               | a         | Modalità      |
| -------- | ------------------ | --------- | ------------- |
| P        | Tomas Švedkauskas  | Roma      | fine prestito |
| C        | Gianluca Iorio     | Pescara   | fine prestito |
| A        | Tommaso Ceccarelli | Prato     | definitivo    |
| A        | Marcello Mancosu   | Catanzaro | definitivo    |
| A        | Andrea Sicari      | Latina    | definitivo    |
| A        | Enrico Ventola     | Avellino  | fine prestito |

## Risultati

### Lega Pro

#### Girone di andata
| Arbitro: | D'Ascanio (Ancona) |

|                                |           |                         |
| Mastropietro 30’ La Camera 73’ | Marcatori | 26’ Gyasi 69’ Colombini |

| Arbitro: | Sozza (Seregno) |

|                             |           |                          |
| Franchi 39’, 69’ Titone 63’ | Marcatori | 77’ Sarrocco 84’ Mancosu |

| Arbitro: | Provesi (Treviglio) |

|            |           |                       |
| Fofana 47’ | Marcatori | 45+2’, 68’ Shekiladze |

| Siena 14 settembre 2016, ore 18:30 CEST 4ª giornata | Siena                          | 0 – 0 referto | Lupa Roma | Stadio Artemio Franchi (2 434 spett.)\| Arbitro: \| Lorenzin (Castelfranco Veneto) \| |
| Arbitro:                                            | Lorenzin (Castelfranco Veneto) |               |           |                                                                                       |

| Arbitro: | Annaloro (Collegno) |

|                  |           |  |
| Mastropietro 66’ | Marcatori |  |

| Arbitro: | De Santis (Lecce) |

|                         |           |  |
| Massimo 5’ Shahinas 86’ | Marcatori |  |

| Arbitro: | Guarnieri (Empoli) |

|  |           |                |
|  | Marcatori | 45+4’ Sforzini |

| Arbitro: | Mantelli (Brescia) |

|                                              |           |  |
| De Feo 5’ Terrani 21’ Forte 26’ Martínez 86’ | Marcatori |  |

| Pontedera 16 ottobre 2016, ore 18:30 CEST 9ª giornata | Pontedera           | 0 – 0 referto | Lupa Roma | Stadio Ettore Mannucci (632 spett.)\| Arbitro: \| Gariglio (Pinerolo) \| |
| Arbitro:                                              | Gariglio (Pinerolo) |               |           |                                                                          |

| Tivoli 23 ottobre 2016, ore 14:30 CEST 10ª giornata | Lupa Roma       | 0 – 0 referto | Giana Erminio | Stadio Olindo Galli (200 spett.)\| Arbitro: \| Di Gioia (Nola) \| |
| Arbitro:                                            | Di Gioia (Nola) |               |               |                                                                   |

| Arbitro: | Raciti (Acireale) |

|             |           |                               |
| Carcuro 64’ | Marcatori | 75’ La Camera 90+2’ Baldassin |

| Arbitro: | Boggi (Salerno) |

|                  |           |                         |
| Mastropietro 84’ | Marcatori | 11’ (rig.), 90’ Pesenti |

| Arbitro: | Guida (Salerno) |

|                 |           |                  |
| Palomeque 90+4’ | Marcatori | 62’, 68’ Cellini |

| Arbitro: | Vigile (Cosenza) |

|                    |           |  |
| Marzeglia 36’, 52’ | Marcatori |  |

| Arbitro: | Dionisi (L'Aquila) |

|                          |           |            |
| Fofana 31’ Baldassin 78’ | Marcatori | 41’ Stanco |

| Arbitro: | Mastrodonato (Molfetta) |

|                                   |           |            |
| Bearzotti 1’ Corradi 8’ Erpen 66’ | Marcatori | 12’ Fofana |

| Arbitro: | Annaloro (Collegno) |

|  |           |             |
|  | Marcatori | 84’ Bertani |

| Arbitro: | Panarese (Lecce) |

|                                                |           |  |
| González 13’ (rig.) Iocolano 70’ Bocalon 90+5’ | Marcatori |  |

| Arbitro: | Capone (Palermo) |

|                          |           |              |
| Baldassin 42’ Fofana 62’ | Marcatori | 68’ Benedini |

#### Girone di ritorno
| Arbitro: | Lorenzin (Castelfranco Veneto) |

|                    |           |              |
| Colombo 44’ (rig.) | Marcatori | 4’ Baldassin |

| Arbitro: | Meraviglia (Pistoia) |

|            |           |             |
| Fofana 76’ | Marcatori | 23’ Franchi |

| Pontedera 22 gennaio 2017, ore 16:30 CET 22ª giornata | Tuttocuoio      | 0 – 0 referto | Lupa Roma | Stadio Ettore Mannucci (271 spett.)\| Arbitro: \| Detta (Mantova) \| |
| Arbitro:                                              | Detta (Mantova) |               |           |                                                                      |

| Arbitro: | Meleleo (Casarano) |

|                              |           |  |
| Sfanò 70’ Svidercoschi 90+2’ | Marcatori |  |

| Arbitro: | Cudini (Fermo) |

|  |           |               |
|  | Marcatori | 89’ Iadaresta |

| Arbitro: | Balice (Termoli) |

|  |           |                                   |
|  | Marcatori | 2’ (rig.) De Sousa 31’ Corticchia |

| Arbitro: | De Remigis (Teramo) |

|            |           |  |
| Dierna 55’ | Marcatori |  |

| Arbitro: | De Angeli (Abbiategrasso) |

|                                               |           |             |
| Fofana 57’ (rig.), 82’ (rig.) Iadaresta 90+3’ | Marcatori | 4’ Fanucchi |

| Arbitro: | Santoro (Messina) |

|              |           |                                 |
| Iadaresta 8’ | Marcatori | 1’, 22’ Santini 80’ Della Latta |

| Arbitro: | De Tullio (Bari) |

|               |           |           |
| Bruno 8’, 85’ | Marcatori | 33’ Celli |

| Arbitro: | Schirru (Nichelino) |

|  |           |               |
|  | Marcatori | 38’ Marzorati |

| Piacenza 25 marzo 2017, ore 14:30 CET 31ª giornata | Pro Piacenza            | 0 – 0 referto | Lupa Roma | Stadio Leonardo Garilli (390 spett.)\| Arbitro: \| Luciano (Lamezia Terme) \| |
| Arbitro:                                           | Luciano (Lamezia Terme) |               |           |                                                                               |

| Arbitro: | Boggi (Salerno) |

|               |           |            |
| Venitucci 57’ | Marcatori | 65’ Fofana |

| Tivoli 4 aprile 2017, ore 14:30 CEST 33ª giornata | Lupa Roma         | 0 – 0 referto | Renate | Stadio Olindo Galli (200 spett.)\| Arbitro: \| Raciti (Acireale) \| |
| Arbitro:                                          | Raciti (Acireale) |               |        |                                                                     |

| Arbitro: | Pietropaolo (Modena) |

|              |           |  |
| Scappini 65’ | Marcatori |  |

| Arbitro: | Provesi (Treviglio) |

|  |           |             |
|  | Marcatori | 86’ Luciani |

| Arbitro: | Tursi (Valdarno) |

|                                 |           |                 |
| Pessina 76’ (rig.) Sperotto 85’ | Marcatori | 45+2’ Iadaresta |

| Arbitro: | Dionisi (L'Aquila) |

|           |           |                  |
| Gigli 36’ | Marcatori | 9’ (rig.) Evacuo |

| Carrara 6 maggio 2017, ore 16:30 CEST 38ª giornata | Carrarese         | 0 – 0 referto | Lupa Roma | Stadio dei Marmi (1 079 spett.)\| Arbitro: \| Piscopo (Imperia) \| |
| Arbitro:                                           | Piscopo (Imperia) |               |           |                                                                    |

#### Play-out
| Arbitro: | Mantelli (Brescia) |

|  |           |             |
|  | Marcatori | 12’ Gentili |

| Arbitro: | Proietti (Terni) |

|            |           |  |
| Tutino 87’ | Marcatori |  |

### Coppa Italia Lega Pro

#### Fase a gironi
| Squadra     | P.ti | G | V | N | P | GF | GS | DR |
| ----------- | ---- | - | - | - | - | -- | -- | -- |
| Lupa Roma   | 4    | 2 | 1 | 1 | 0 | 3  | 2  | +1 |
| Olbia       | 4    | 2 | 1 | 1 | 0 | 2  | 1  | +1 |
| Racing Roma | 0    | 2 | 0 | 0 | 2 | 1  | 3  | -2 |

#### Girone I
| Arbitro: | D'Apice (Arezzo) |

|               |           |                            |
| Calabrese 46’ | Marcatori | 21’ Mastropietro 77’ Iorio |

| Arbitro: | Andreini (Forlì) |

|             |           |            |
| Ventola 68’ | Marcatori | 80’ Geroni |

#### Fase ad eliminazione diretta
| Arbitro: | Capraro (Cassino) |

|                                                     |           |                                        |
| Petermann 41’ (rig.) Croce 77’, 116’ Manganelli 97’ | Marcatori | 52’ Montesi 83’ Palomeque 100’ Ventola |

## Statistiche

### Statistiche di squadra
| Competizione          | Punti | In casa | In casa | In casa | In casa | In casa | In casa | In trasferta | In trasferta | In trasferta | In trasferta | In trasferta | In trasferta | Totale | Totale | Totale | Totale | Totale | Totale | DR  |
| Competizione          | Punti | G       | V       | N       | P       | Gf      | Gs      | G            | V            | N            | P            | Gf           | Gs           | G      | V      | N      | P      | Gf     | Gs     | DR  |
| --------------------- | ----- | ------- | ------- | ------- | ------- | ------- | ------- | ------------ | ------------ | ------------ | ------------ | ------------ | ------------ | ------ | ------ | ------ | ------ | ------ | ------ | --- |
| Lega Pro              | 33    | 19      | 5       | 5       | 9       | 18      | 22      | 19           | 2            | 7            | 10           | 10           | 26           | 38     | 7      | 12     | 19     | 28     | 48     | -20 |
| Coppa Italia Lega Pro | 4     | 1       | -       | 1       | -       | 1       | 1       | 2            | 1            | -            | 1            | 5            | 5            | 3      | 1      | 1      | 1      | 6      | 7      | -1  |
| Totale                | 37    | 20      | 5       | 6       | 9       | 19      | 23      | 21           | 3            | 7            | 11           | 15           | 31           | 41     | 8      | 13     | 20     | 34     | 55     | -21 |

### Andamento in campionato
| Giornata  | 1 | 2  | 3  | 4  | 5  | 6  | 7  | 8  | 9  | 10 | 11 | 12 | 13 | 14 | 15 | 16 | 17 | 18 | 19 | 20 | 21 | 22 | 23 | 24 | 25 | 26 | 27 | 28 | 29 | 30 | 31 | 32 | 33 | 34 | 35 | 36 | 37 | 38 |
| --------- | - | -- | -- | -- | -- | -- | -- | -- | -- | -- | -- | -- | -- | -- | -- | -- | -- | -- | -- | -- | -- | -- | -- | -- | -- | -- | -- | -- | -- | -- | -- | -- | -- | -- | -- | -- | -- | -- |
| Luogo     | C | T  | C  | T  | C  | T  | C  | T  | T  | C  | T  | C  | C  | T  | C  | T  | C  | T  | C  | T  | C  | T  | C  | T  | C  | T  | C  | C  | T  | C  | T  | T  | C  | T  | C  | T  | C  | T  |
| Risultato | N | P  | P  | N  | V  | P  | P  | P  | N  | N  | V  | P  | P  | P  | V  | P  | P  | P  | V  | N  | N  | N  | V  | V  | P  | P  | V  | P  | P  | P  | N  | N  | N  | P  | P  | P  | N  | N  |
| Posizione | 9 | 13 | 18 | 17 | 12 | 17 | 18 | 19 | 19 | 17 | 16 | 17 | 17 | 18 | 18 | 18 | 18 | 18 | 18 | 18 | 18 | 18 | 16 | 15 | 17 | 18 | 16 | 17 | 18 | 19 | 18 | 18 | 19 | 19 | 19 | 19 | 19 | 19 |

Legenda:

Luogo: C = Casa; T = Trasferta. Risultato: V = Vittoria; N = Pareggio; P = Sconfitta.